# İsmet Atlı
Ismet Atli (1931 – 4. dubna 2014 Kozan) byl turecký zápasník, olympijský vítěz z roku 1960.

## Sportovní kariéra
Narodil se a vyrostl v obci Çukurören v provincii Adana. Tradičnímu tureckému zápasu karakucak se začal věnovat v nedaleké obci Hamamköy při docházce na základní školu. V roce 1950 narukoval do armády do Smyrny (İzmir), kde se seznámil s pravidly olympijského volného stylu. V turecké volnostylařské reprezentaci se poprvé objevil v roce 1951 ve střední váze do 79 kg a vítězstvím na Středomořských hrách si řekl o přeřazení do Ankary do tréninkové skupiny k Yaşaru Doğuovi. Doğu si ho vyžádal jako sparingpartnera do přípravy na nadcházející olympijské hry v Helsinkách v roce 1952. Skandál tureckých zápasníku v olympijské roce však všechny plány změnil. Pár týdnů před začátkem olympijských her byly nejlepší turečtí zápasníci zbaveni statutu amatéra kvůli přijímání peněz za sportovní činnost. Po tomto skandálu byl zařazen do turecké olympijské nominace ve druhém olympijském stylu klasickém, ve vyšší váze do 87 kg. V Helsinkách prohrál v úvodním kole s Italem Umberto Silvestrim a ve třetím kole ho z turnaje vyřadil dosažením 5 negativních klasifikačních bodů Maďar Gyula Kovács.
V dalších letech střídal oba olympijské zápasnické styly a v roce 1956 vybojoval nominaci ve váze do 79 kg v obou stylech na olympijských hrách v Melbourne. Ve volném stylu prohrál v pátém kole po těsném verdiktu sudích 1–2 s Gruzíncem Giorgi Schirtladzem ze Sovětského svazu, a protože dosáhl hranice 5 negativních klasifikačních bodů, byl z turnaje vyřazen. Obsadil konečné 4. místo. Po týdnu nastoupil v klasickém stylu. V úvodním prohrál na lopatky s Němcem Hansem Sterrem a ve druhém kole ho z turnaje vyřadil Maďar György Gurics.
Od roku 1957 přestoupil do vyšší váhy do 87 kg a s příchodem klasika Tevfika Kışe se soustředil výhradně na volný styl. V roce 1960 startoval ve volném stylu na olympijských hrách v Římě a postaral se o jedno z největších překvapení zápasnického turnaje. Od úvodního kola ztrácel klasifikační body za vítězství pouze na technické body a po vítězství v pátém kole nad Švédem Vikingem Palmem jich měl na svém kontě 5 (bod od vyřazení). Naštěstí zůstal v soutěži již sám se suverénním Íráncem Golamrezou Tachtím, který všechny své soupeře porazil na lopatky. Vzájemný finálový zápas s Tachtím začal a celý zápas vedl v pasivním duchu z velmi nízkého klinče. Rozhodčí tehdy neměly prostředky jak ho v tomto směru napomínat a nutit ho k vyšší k aktivitě. Hlídal si Tachtího nepříjemný levý úchop, odrážel jeden útok za druhým a čekal na příležitost kontrovat. Po několika povedených kontrachvatech zápas dotáhl do vítězného konce verdiktem a získal senzační zlatou olympijskou medaili.
Od roku 1962 přestoupil se změnami váhových limitů do nové vyšší polotěžké váhy do 97 kg. V roce 1964 se však již do turecké olympijské nominace nevešel. Ukončil sportovní kariéru a vrátil se do rodné obce. Žil v Kozanu. Věnoval se trenérské a rozhodcovské práci. Psal do místních novin články se sportovní tematikou, psal básně. Zemřel v roce 2014.

## Výsledky

### Volný styl
| Turnaj            | 1952 | 1953 | 1954 | 1955 | 1956 | 1957 | 1958 | 1959 | 1960 | 1961 | 1962 |
| Turnaj            | 21   | 22   | 23   | 24   | 25   | 26   | 27   | 28   | 29   | 30   | 31   |
| Turnaj            | −79  | −79  | −79  | −79  | −79  | −87  | −87  | −87  | −87  | −87  | −97  |
| ----------------- | ---- | ---- | ---- | ---- | ---- | ---- | ---- | ---- | ---- | ---- | ---- |
| Olympijské hry    | —    |      |      |      | 4.   |      |      |      | 1.   |      |      |
| Mistrovství světa |      |      | 2.   |      |      | 3.   |      | —    |      | —    | 4.   |

### Řecko-římský styl
| Turnaj            | 1952 | 1953 | 1954 | 1955 | 1956 | 1957 | 1958 | 1959 | 1960 | 1961 | 1962 |
| Turnaj            | 21   | 22   | 23   | 24   | 25   | 26   | 27   | 28   | 29   | 30   | 31   |
| Turnaj            | −87  | −79  | −79  | −79  | −79  | −87  | −87  | −87  | −87  | −87  | −97  |
| ----------------- | ---- | ---- | ---- | ---- | ---- | ---- | ---- | ---- | ---- | ---- | ---- |
| Olympijské hry    | 5.   |      |      |      | úč.  |      |      |      | —    |      |      |
| Mistrovství světa |      | 4.   |      | 5.   |      |      | —    |      |      | —    | 3.   |